# Nusrat Ceesay
Nusrat Ceesay (geb. am 18. März 1981 in Leyton (London), Großbritannien) ist eine ehemalige gambisch-britische Leichtathletin.

## Leben
Ceesay wurde in London als Kind gambischer Eltern geboren und besitzt sowohl die britische als auch die gambische Staatsbürgerschaft. Im Alter von acht Jahren begann sie mit der Leichtathletik. Wettkampfleistungen sind ab 1997 dokumentiert.
Ceesays Paradedisziplin war der 400-Meter-Hürdenlauf. Sie startete für den Woodford Green Athletic Club with Essex Ladies aus Essex. 2009 gewann sie in Großbritannien die Leichtathletikmeisterschaft im 400-Meter-Hürdenlauf mit einer Zeit von 57,13 Sekunden.
Im März 2011 zeigte sie Interesse, Gambia bei den Olympischen Sommerspielen 2012 in London zu vertreten. In der Folge nahm sie, um sich für die Spiele zu qualifizieren, im September 2011 für Gambia im 400-Meter-Hürdenlauf an den Afrikaspielen in Maputo teil, schied aber im Vorlauf mit dem sechsten Platz bei einer Zeit von 59,22 Sekunden aus und enttäuschte viele Erwartungen.
Bei den Leichtathletik-Afrikameisterschaften im Juni/Juli 2012 in Porto Novo konnte sie sich mit einer Zeit von 58,60 Sekunden ebenfalls nicht fürs Finale qualifizieren. Dadurch verfehlte sie die Qualifikationsstandards der Olympischen Spiele, der 56,55 Sekunden vorsah, deutlich und konnte nicht teilnehmen.
Im Januar 2014 heiratete sie in Gambia den Manager Mustapha Saine. Ihre letzte Wettkampfleistung ist im Oktober 2014 dokumentiert.

## Persönliche Bestleistungen
| Disziplin            | Leistung | Datum           | Event                                       | Ort                                                           |
| -------------------- | -------- | --------------- | ------------------------------------------- | ------------------------------------------------------------- |
| 100 m                | 12,24    | 14. Juli 2012   | Southern Athletics League Division 2 NE     | Lee Valley (London), Großbritannien                           |
| 200 m                | 24,56    | 14. Juli 2012   | Southern Athletics League Division 2 NE     | Lee Valley (London), Großbritannien                           |
| 400 m                | 56,67    | 20. August 2000 |                                             | Bedford, Großbritannien                                       |
| 100-Meter-Hürdenlauf | 13,82    | 25. August 2007 | UK Challenge Final                          | Crystal Palace National Sports Centre, London, Großbritannien |
| 400-Meter-Hürdenlauf | 57,13    | 11. Juli 2009   | Aviva World Trials & National Championships | Birmingham, Großbritannien                                    |
| Weitsprung           | 05,06    | 4. August 2013  | UK Women’s League Division 1                | Kingston, Großbritannien                                      |
| Dreisprung           | 11,02    | 4. August 2013  | UK Women’s League Division 1                | Kingston, Großbritannien                                      |

## Gambische Rekorde
Da Ceesay erst Mitte 2011 für Gambia startete, werden erst ihre Leistungen ab diesem Zeitpunkt als gambische Rekorde eingestuft.
| Disziplin            | Leistung         | Datum          | Event                                 | Ort             | Anmerkung |
| -------------------- | ---------------- | -------------- | ------------------------------------- | --------------- | --------- |
| 100-Meter-Hürdenlauf | 14,70 (−1,4 m/s) | 12. Juni 2013  | Meeting Iberoamericano de Atletismo   | Huelva, Spanien | [ 10 ]    |
| 400-Meter-Hürdenlauf | 57,24            | 20. April 2012 | Azusa Pacific Bryan Clay Invitational | Azusa, USA      | [ 11 ]    |